# Малонабатовский
Малонабатовский — упразднённый хутор в Калачёвском районе Волгоградской области России. Входил в состав Голубинского сельского поселения.Ныне урочище. Население 3 чел. (2010).

## Топоним
Исторически хутор был тесно связан с хутором Большенабатовский, находящимся на правой стороне устья реки Большая Голубая.

## География
Расположено урочище в степной зоне, в пределах Ергенинской возвышенности, на правом берегу Дона с левой стороны устья реки Большая Голубая.

## История
В середине 14 века на месте урочища возник татарский городок улуса Сары-ходжы, относящийся к Солхату (Старый Крым) Крымского тюмена. Именно сюда новый хан Тохтамыш перенес ханскую ставку в 1380 году с целью подготовки к походу на Русь. Два года под стенами городка улуса Сары-ходжы собиралась многотысячная и многонациональная орда Токтамыша, и летом 1382 года вышла в поход на Москву. А ранее, в феврале 1381 года в улус Сары-ходжы прибыл Русский князь. Вполне вероятно, что это князь с дружиной также стал участником похода на Москву. Имя этого князя неизвестно, но зато остался ярлык на княжение выданный ханом Токтамышем — 19 февраля 1381 года в улусе Сары-ходжы (ныне урочище Малонабатовский). 19 мая 1389 года Улус Сары-ходжы посетил митрополит Киевский и всея Руси Пимен (описание в «Хождение Пименовом»), направляющийся с посольством в Константинополь по Дону. В 1395 году улус Сары-ходжы был полностью уничтожен войском Тамерлана.
(Описание археологического памятника Малый Набатов: Поселение расположено на левом берегу р. Большой Голубой, при впадении её в р. Дон. Площадь 400×500 м. Памятник многослойный. В культурном слое много костей животных, керамики (много лощеной посуды), железных шлаков и криц, золы. Найдены рыболовное грузило, железное долото и др.предметы. В начале XX в. была обнаружена медная монета с изображением пятиконечной звезды. В целом керамический комплекс поселения, по мнению Ляпушкина И. И., близок к Салтовскому, но поселение относится к золотоордынскому времени.
Примерно в 1765 году, казаком Голубинской станицы на месте древнего татарского городка был основан одноимённый хутор Ромашкин. Хутор с названием Ромашкин просуществовал до 1830-х годов. Затем возможно сгорел, или население вымерло от эпидемии холеры 1830 года.
Ровно через 100 лет после возникновения х. Ромашкина казаки-старообрядцы из хутора Набатовский основали на его месте хутор Малый Набатов. Первое упоминание хутора Малый Набатов в прессе было в газете «Донской Вестник» № 10 за 1867 года.

## Население
В 1873 году население хутора составило 154 человека (23 двора).